# Sabinares De Saldón Y Valdecuenca
Sabinares De Saldón Y Valdecuenca este o arie protejată (arie specială de conservare — SAC, sit de importanță comunitară — SCI) din Spania întinsă pe o suprafață de 9.217,58 ha, integral pe uscat.

## Localizare
Centrul sitului Sabinares De Saldón Y Valdecuenca este situat la coordonatele 40°20′15″N 1°26′27″W / 40.3374°N 1.44081°V.

## Înființare
Situl Sabinares De Saldón Y Valdecuenca a fost declarat sit de importanță comunitară în iulie 2000 pentru a proteja 5 specii de animale. Situl a fost protejat și ca arie specială de conservare în februarie 2021.

## Biodiversitate
Situată în ecoregiunea mediteraneană, aria protejată conține 11 habitate naturale: Galerii de Salix alba și de Populus alba, Păduri de Quercus ilex și Quercus rotundifolia, Păduri iberice de Quercus faginea și Quercus canariensis, Pajiști alpine și subalpine calcaroase, Păduri endemice cu Juniperus spp., Pajiști uscate europene, Lande oro-mediteraneene cu formațiuni endemice de grozamă, Pseudostepă cu ierburi și specii anuale de Thero-Brachypodietea, Pajiști alpine și boreale, Păduri de pin (sub-) mediteraneene cu pini negri endemici, Pante stâncoase calcaroase cu vegetație casmofită.
La baza desemnării sitului se află mai multe specii protejate:
- mamifere (1): vidră de râu (Lutra lutra)
- nevertebrate (4): Austropotamobius pallipes, fluturele auriu (Euphydryas aurinia), Graellsia isabellae, rădașcă (Lucanus cervus)

Pe lângă speciile protejate, pe teritoriul sitului au mai fost identificate 3 specii de plante, 10 specii de păsări, 4 specii de amfibieni, 5 specii de mamifere, 1 specie de pești, 2 specii de reptile.